# Tropocyclops prasinus
Tropocyclops prasinus är en kräftdjursart som först beskrevs av Fischer 1860.  Tropocyclops prasinus ingår i släktet Tropocyclops och familjen Cyclopidae. Arten är reproducerande i Sverige.

## Underarter
Arten delas in i följande underarter:
- T. p. aztequei
- T. p. prasinus
- T. p. mexicanus
- T. p. jerseyensis